# Noboru Ishizaki
Noboru Ishizaki (石崎昇?, Ishizaki Noboru; Tokyo, 20 ottobre 1893 – 9 agosto 1959) è stato un ammiraglio giapponese, attivo durante la seconda guerra mondiale.
Si arruolò nella Marina imperiale nel 1914 e si specializzò in naviglio silurante, branca sottomarina. Nel corso degli anni venti maturò una notevole esperienza nelle tecniche costruttive e nelle operazioni di vari tipi di sommergibili; nel 1927-1928 e nuovamente tra 1938 e 1940 servì come istruttore presso la Scuola sommergibilisti. Negli anni trenta comandò un paio di grosse unità oceaniche e diverse divisioni sommergibili, arrivando al grado di capitano di vascello alla fine del 1936; per alcuni mesi a metà del decennio, inoltre, compì un viaggio in America del Nord. Divenuto comandante della vecchia nave da battaglia Hyuga alla vigilia dell'attacco di Pearl Harbor, la guidò sino al febbraio 1942 quando fu inviato a Kwajalein e integrato nella 6ª Flotta: assunse il comando di una delle componenti, l'8ª Squadriglia sommergibili con la quale partecipò alla battaglia del Mar dei Coralli in maggio. Una parte della formazione fu distaccata nell'Oceano Indiano e attuò alla fine di maggio un riuscito attacco al naviglio britannico in Madagascar. Dopo aver diretto le operazioni contro il traffico navale in quel bacino e aver ricevuto i gradi di contrammiraglio, egli rimase oltre un anno in Giappone alla testa della squadriglia d'addestramento e solo sullo scorcio del 1944 tornò in prima linea al comando di una divisione d'incrociatori. Alla conclusione della guerra si ritirò a vita privata e morì nel 1959.

## Biografia

### Inizio della carriera
Noboru Ishizaki nacque nella prefettura di Tokyo il 20 ottobre 1893. In giovane età s'iscrisse all'Accademia navale di Etajima; studiò nella 42ª classe e si diplomò il 19 dicembre 1914, trentunesimo su 117 allievi. Ottenne il brevetto di aspirante guardiamarina e fu imbarcato sull'incrociatore protetto Soya, catturato all'Impero russo dopo la conclusione della guerra del 1904-1905. Su questa unità completò la crociera d'addestramento all'estero e, una volta tornato in Giappone, il 27 agosto 1915 fu riassegnato all'equipaggio del nuovo incrociatore da battaglia Haruna, a bordo del quale ricevette la promozione a guardiamarina e partecipò a pattugliamenti di guerra nel Mar Cinese Orientale e nel Mar Cinese Meridionale, pur senza partecipare a battaglie. Il 1º dicembre 1917 divenne sottotenente di vascello e fu avviato al Corso base presso la Scuola siluristi di Tateyama. Una volta completatolo passò, il 20 maggio 1918, al Corso della Scuola d'artiglieria navale a Yokosuka, che concluse in circa sette mesi: il 1º dicembre di quell'anno fu infine assegnato alla 1ª Divisione sommergibili per fare esperienza. Il 15 settembre 1919 fu trasferito all'equipaggio del piccolo battello No. 14, in procinto di essere completato e al cui allestimento finale Ishizaki partecipò; il 30 aprile 1920 il sommergibile entrò in servizio.

### Gli anni venti e trenta

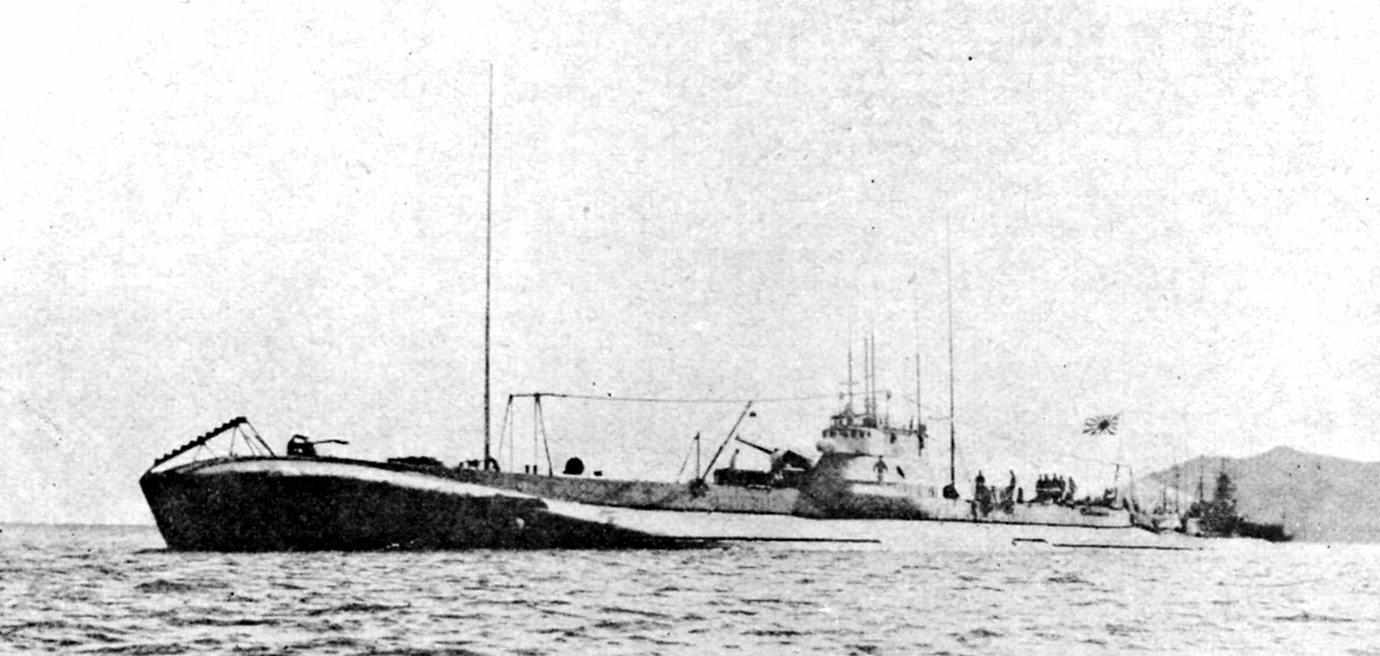
LI-55, uno dei sommergibili al comando di Ishizaki

Completata la supervisione ultima del sommergibile, Ishizaki fu riassegnato ai ranghi della 17ª Divisione sommergibili e poi (11 ottobre 1920) della 2ª Divisione sommergibili; appassionatosi all'arma silurante sottomarina, il 1º dicembre dello stesso anno fu avviato al Corso avanzato della Scuola siluristi e fu in concomitanza promosso tenente di vascello. Un anno esatto più tardi, terminata con successo la preparazione, fu nominato ufficiale all'allestimento del battello No. 30 da circa 1 000 tonnellate: una volta completato il 17 gennaio 1922 prese posto tra l'equipaggio e rimase con l'unità fino al 1º dicembre, quando fu integrato nel gruppo di supervisione tecnica per il sommergibile No. 57. Anche in questo caso, all'atto dell'entrata in servizio del marzo 1923, figurò tra i membri dell'equipaggio e il 20 ottobre seguente assunse il comando del sommergibile: esso fu ribattezzato Ro-59 il 1º novembre 1924 in ossequio al nuovo regolamento della Marina imperiale sulla classificazione e denominazione dei sommergibili. Ishizaki continuò a comandarlo fino al 1º dicembre 1926, quando fu promosso capitano di corvetta e trasferito alla testa del più piccolo battello Ro-22. Il 1º luglio 1927 fu richiamato a terra e, vista la sua esperienza, fu creato istruttore presso la Scuola sommergibilisti ed ebbe un incarico minore della stessa natura alla Scuola siluristi dal 1º aprile 1928. Il 5 novembre 1929 nuovi ordini lo riportarono al servizio in mare come comandante dell'I-55, moderno sommergibile oceanico.
Il 1º dicembre 1930 Ishizaki assunse il posto di capitano dell'I-56, anch'esso un battello a grande raggio operativo e di moderna concezione: di nuovo il suo fu un servizio di routine. Un anno più tardi divenne comandante dell'I-53, da circa 2 000 tonnellate e che guidò in periodiche crociere ed esercitazioni. Il 15 novembre 1932 fu ridestinato al 1º Distretto navale con quartier generale a Yokosuka e, il 1º dicembre seguente, fu promosso al grado di capitano di fregata, divenendo il giorno stesso comandante del grosso ma obsolescente I-3. Il 15 novembre 1933 prese il comando sia della 27ª che della 25ª Divisione sommergibili, una doppia responsabilità che in ogni caso durò poco poiché alla fine dell'anno fu destinato a un viaggio di formazione negli Stati Uniti e in Canada. L'ordine di rientro gli fu notificato il 1º maggio 1934 e, una volta tornato in Giappone, comandò in successione la 27ª Divisione (dal 15 novembre), la 19ª Divisione (dal 15 novembre 1935) e la 12ª Divisione (dal 1º dicembre 1936): in contemporanea all'ultima nomina ricevette inoltre la promozione a capitano di vascello. Dodici mesi più tardi divenne capitano, per la prima volta nella sua carriera, di un'unità di superficie, vale a dire la petroliera di squadra Sata; il 15 aprile 1938 passò alla testa della gemella Iro. Dalle fonti non si evince un particolare servizio nel contesto della seconda guerra sino-giapponese e, dopo questa parentesi, Ishizaki fu richiamato in Giappone per ricoprire il posto di istruttore capo presso la Scuola sommergibilisti.

### La seconda guerra mondiale
Ishizaki fu richiamato al servizio in prima linea il 15 novembre 1940, quando divenne comandante della 1ª Divisione sommergibili, dotata di equipaggiamento moderno. L'11 agosto 1941 fu nominato assistente presso lo stato maggiore della 1ª Flotta, riunente il naviglio da battaglia della Marina imperiale, e il 1º settembre prese il comando di una di queste grandi unità: la venerabile nave da battaglia Hyuga, inquadrata nella 2ª Divisione corazzate. La cerimonia si tenne a Kure e Ishizaki si occupò inizialmente delle periodiche revisioni della nave. All'inizio di dicembre si spostò con la nave da battaglia Ise alla baia di Hashirajima e, tra l'8 e il 13, rimase con una porzione della Flotta Combinata a sud delle isole Ogasawara nel contesto dell'attacco a Pearl Harbor. Sino al 20 febbraio 1942 rimase di stanza a Hashirajima in stato di allerta, sebbene la Hyuga e le altre corazzate non furono mai dispiegate in prima linea dai giapponesi per la conquista del Sud-est asiatico e del Pacifico. Quel giorno Ishizaki fu trasferito allo stato maggiore della 6ª Flotta in qualità di assistente: la formazione aveva quartier generale a Kwajalein nelle isole Marshall e radunava la gran parte delle forze sottomarine imperiali. Ragguagliato sui piani e sulle strategie, il 10 marzo fu messo a capo dell'appena attivata 8ª Squadriglia sommergibili che, in aprile, fu selezionato per condurre azioni contro le forze navali degli Alleati nell'Oceano Indiano (rispondendo anche a una richiesta tedesca in tal senso). Ishizaki formò dunque il distaccamento "A" con sette sommergibili, dei quali lo I-27 e lo I-28 erano capaci di lanciare un battello tascabile a testa, e lo inviò a Penang in Malaysia con navi di supporto per creare una base e tenersi pronti a cominciare le operazioni. Intanto Ishizaki aveva preparato la partecipazione della squadriglia dimezzata (I-21, I-22, I-24, I-29, I-38, Ro-33, Ro-34) alla complessa battaglia del Mar dei Coralli (4-8 maggio) con funzioni di pattugliamento e picchetto, senza tuttavia cogliere successi.

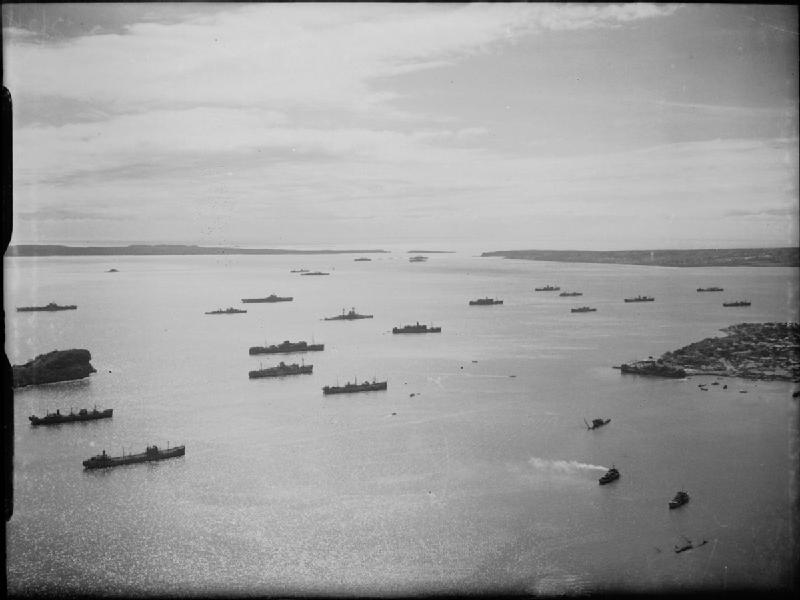
La baia protetta di Diego Suarez, teatro dell'azione dei sommergibili tascabili di Ishizaki

Nel corso della battaglia il porto di Diego Suarez, sulla punta settentrionale del Madagascar che era rimasto fedele al governo di Vichy, era stato occupato da una forza di spedizione britannica e l'ammiraglio Isoroku Yamamoto autorizzò un attacco alle numerose navi avversarie nella zona. L'operazione si svolse nella notte del 30-31 maggio e, al prezzo due sommergibili tascabili, Ishizaki poté segnalare il grave danneggiamento della nave da battaglia HMS Ramillies e la distruzione di una grossa petroliera. Nei mesi successivi Ishizaki e il resto dell'8ª Squadriglia si spostarono definitivamente nell'Oceano Indiano per dare la caccia ai mercantili alleati; tuttavia Ishizaki, che il 1º novembre 1942 fu promosso contrammiraglio, ebbe la formazione ridotta a una decina di battelli, molti dei quali rimasero lontani in riparazione sino ai primi mesi del 1943: tutto ciò si tradusse in appena otto navi da carico distrutte tra la metà del 1942 e l'inizio dell'anno successivo. La sua posizione inoltre lo rese responsabile giapponese dei pericolosi collegamenti via sommergibile con l'alleata Germania nazista, finalizzati allo scambio di tecnologie e materiali. Il 19 agosto 1943 Ishizaki fu richiamato in Giappone e gli fu accordato un periodo di riposo, rimanendo a disposizione dello stato maggiore generale che, il 20 ottobre 1943, lo nominò comandante dell'11ª Squadriglia sommergibili. Si trattava di un reparto logistico che si occupava di addestrare le nuove unità via via immesse in servizio, che guidò per oltre un anno.

### Ultimi incarichi e morte
Soltanto il 21 dicembre 1944 Ishizaki tornò a un servizio più movimentato come comandante della 22ª Divisione incrociatori, posizione che tenne fino al 10 agosto 1945. La fine delle ostilità lo colse in attesa di incarico e il 6 settembre, dopo la formale capitolazione nipponica, fu collocato nella lista degli ufficiali a riposo, in ultimo chiusa con lo scioglimento della Marina imperiale. Ishizaki si ritirò a vita privata e morì il 9 agosto 1959, all'età di 65 anni.